# Exists
Pour plus de détails, voir Fiche technique et Distribution.
Exists est un film d'horreur américain réalisé par Eduardo Sánchez, sorti en 2014.

## Synopsis
Les frères Brian et Matt invitent un groupe d'amis - Dora, la petite amie de Matt, et leurs amis Todd et Elizabeth - à faire du camping dans la cabane de leur oncle Bob, dans l'est du Texas. Sur la route forestière, Matt heurte quelque chose avec sa voiture et s'arrête pour enquêter. Le groupe entend de grands cris d'animaux au loin, mais n'en tient pas compte. La route étant bloquée par un arbre tombé, le groupe continue à pied et atteint la cabane, mais découvre qu'elle est délabrée. Le groupe décide de passer la nuit dans la voiture, où Brian et Matt entendent à nouveau de grands cris.
Le lendemain matin, Brian trouve du sang sur l'aile et une touffe de cheveux dans la calandre de la voiture. Brian aperçoit ce qu'il prétend être un Bigfoot en train de courir le long d'une crête voisine, mais le groupe le rejette. Déterminé à filmer la créature, il installe plusieurs caméras GoPro à différents endroits de la cabane. Cette nuit-là, la créature continue de crier et de harceler le groupe. Grâce à la vision nocturne de sa caméra, Brian aperçoit la créature rugissante à travers une fenêtre. Au lever du jour, le groupe tente de partir, mais leur voiture est complètement détruite. Matt et Brian révèlent qu'ils n'ont pas dit à leur oncle Bob qu'ils utilisaient sa cabane et qu'ils lui ont volé les clés, i est donc peu probable qu'ils soient sauvés.
Matt se rend à vélo dans une zone de la forêt où le téléphone portable capte afin d'appeler à l'aide, mais au moment où il parvient à joindre Bob, il est attaqué par le Bigfoot. Dans la cabane, les autres déplacent les meubles pour bloquer les fenêtres et les portes. Ils découvrent une trappe menant à la cave de la cabane, où Todd trouve un fusil de chasse. À la tombée de la nuit, le Bigfoot attaque la cabane et tue Elizabeth avant que Todd ne lui tire dessus, ce qui le fait fuir.
Les trois autres membres du groupe décident de marcher vers la route. Cette nuit-là, ils sauvent Matt, blessé, de la tanière de la créature. À l'aube, le groupe se réfugie dans un camping-car abandonné. Brian reçoit un appel de Bob, qui est maintenant à la cabane. Todd déclenche des feux d'artifice dans l'espoir d'alerter Bob, mais le Yéti l'attaque et le tue. La créature pousse ensuite le camping-car au bord d'une colline avec Brian, Matt et Dora à l'intérieur. Lorsque Brian reprend conscience, il découvre Matt et Dora morts. Brian s'enfuit, mais la créature le poursuit et l'entraîne dans sa fuite.
Brian se réveille à côté de ses amis décédés. A proximité, il observe le cadavre d'un jeune Bigfoot et se rend compte qu'ils l'ont tué accidentellement avec la voiture. Le Bigfoot commence à l'attaquer lorsque l'oncle Bob arrive et l'abat avec un fusil. Alors qu'ils s'enfuient vers le camion de Bob, le Bigfoot tend une embuscade et tue Bob. Brian ramasse le fusil de son oncle et court alors que la créature le poursuit. Il se retourne et pointe l'arme vers le Bigfoot , le suppliant de s'arrêter et commence à s'excuser. La créature blessée fixe Brian, qui baisse son fusil. Toujours en train d'enregistrer, Brian tourne le dos à la créature et se prépare à être tué, mais le Bigfoot disparaît dans la forêt.

## Fiche technique
- Titre original : Exists
- Titre français :
- Titre québécois  :
- Réalisation : Eduardo Sánchez
- Scénario : Jamie Nash
- Décors : Andrew White
- Direction artistique :
- Costumes : Charlotte Harrigan
- Photographie : John W. Rutland
- Son : Kevin Hill
- Montage : Andrew Eckblad et Andy Jenkins
- Musique : Nima Fakhrara
- Production : Robin Cowie, Jane Fleming, Andy Jenkins et Mark Ordesky
- Sociétés de production : Court Five, Haxan Films et Miscellaneous Entertainment
- Pays de production :  États-Unis
- Langue originale : anglais
- Format : couleurs - 35 mm - 2,35:1 - Dolby numérique
- Genre : horreur
- Durée : 86 minutes
- Dates de sortie :
  - États-Unis : 7 mars 2014 (South by Southwest) ; 24 octobre 2014 (sortie nationale)

## Distribution
- Dora Madison Burge : Dora
- Brian Steele (en) : Bigfoot
- Samuel Davis : Matt
- Roger Edwards : Todd
- Denise Williamson : Elizabeth
- Chris Osborn : Brian